# Église Saint-Martin d'Ailly-sur-Noye
Ne doit pas être confondu avec église Saint-Martin d'Ailly-sur-Somme.
L'église Saint-Martin d'Ailly est située à Ailly-sur-Noye, dans le département de la Somme à une vingtaine de kilomètres au sud d'Amiens.

## Historique
Une église précédente,,,,, a été démolie après la Guerre franco-allemande de 1870 en raison de son état dégradé, aggravé par le passage de trains transportant du matériel d'artillerie de l'armée prussienne en 1870 provoqua un ébranlement qui fit s’effondrer le clocher.
L'église actuelle a été construite en 1898, sur les plans de Paul Delefortrie et a été endommagée, en 1918, à la fin de la Première Guerre mondiale,.
L'église est restaurée en 2019/2020.

## Caractéristiques

### Extérieur
L'église domine la bourgade car construite en hauteur. Les murs extérieurs sont construits de brique rouge et blanche de Gannes et en pierre calcaire provenant des carrières de Saint-Maximin.
L'architecture de l'église est de style néo-roman pour l'ensemble de l'édifice et néo-gothique pour les voûtes. L'originalité architecturale de l'édifice réside dans le fait que l'entrée principale est située au milieu de l'église, sur le côté nord du transept et précédée d'un porche monumental surmonté d'un clocher surmonté d'un toit en flèche recouvert d'ardoise.

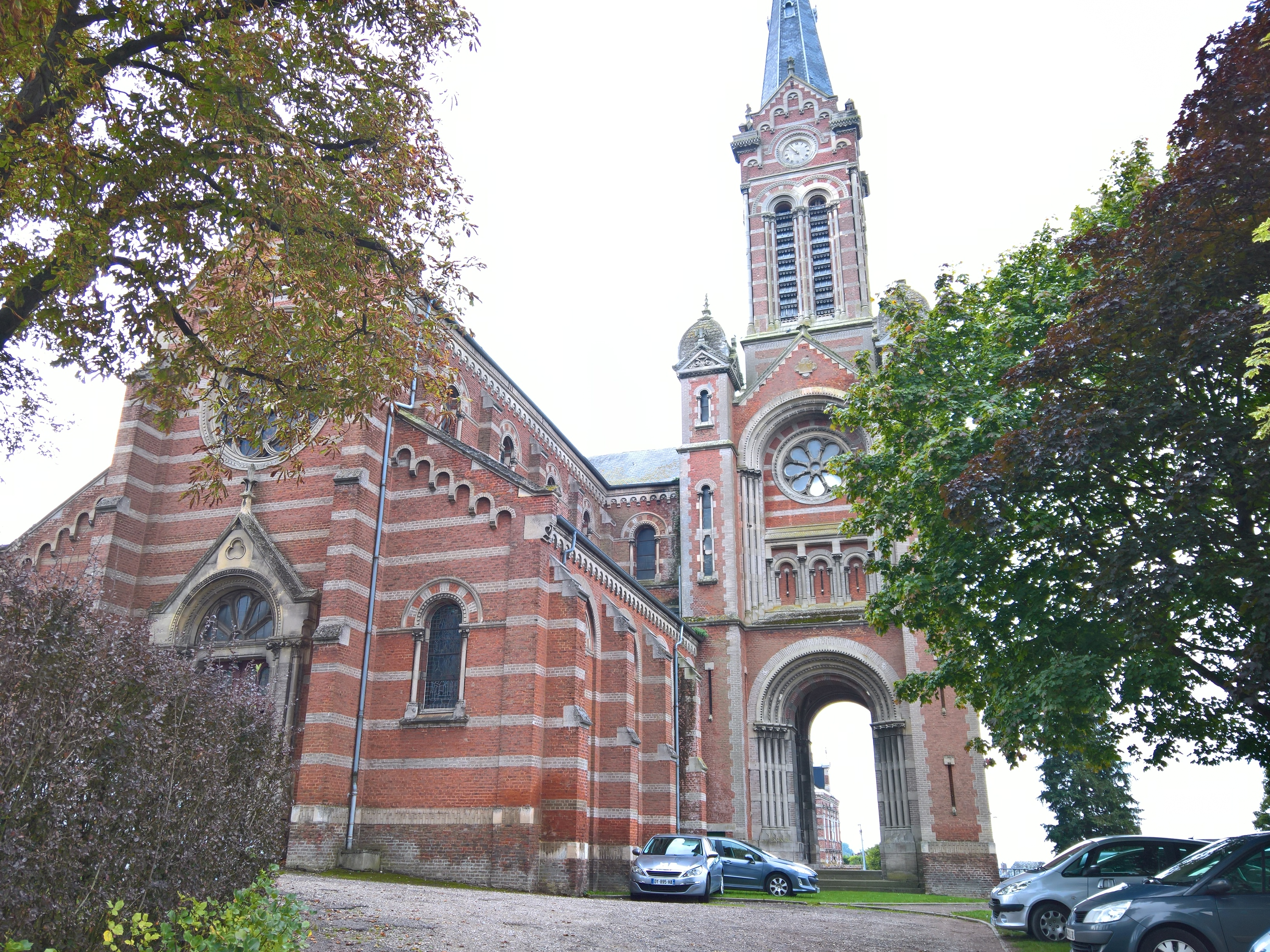
Vue latérale de l'église et de son porche monumental
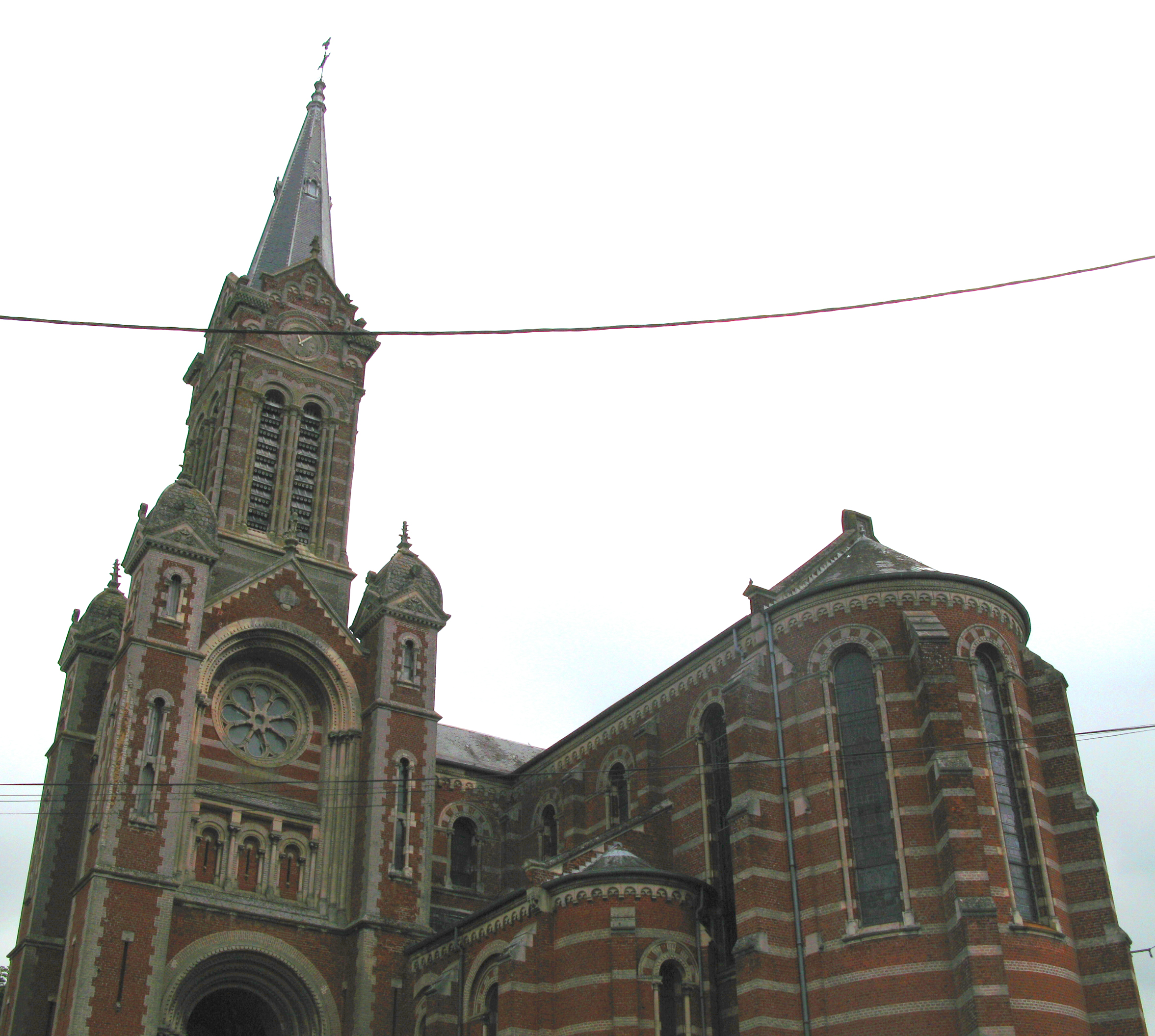
Le porche, vu de l'opposé
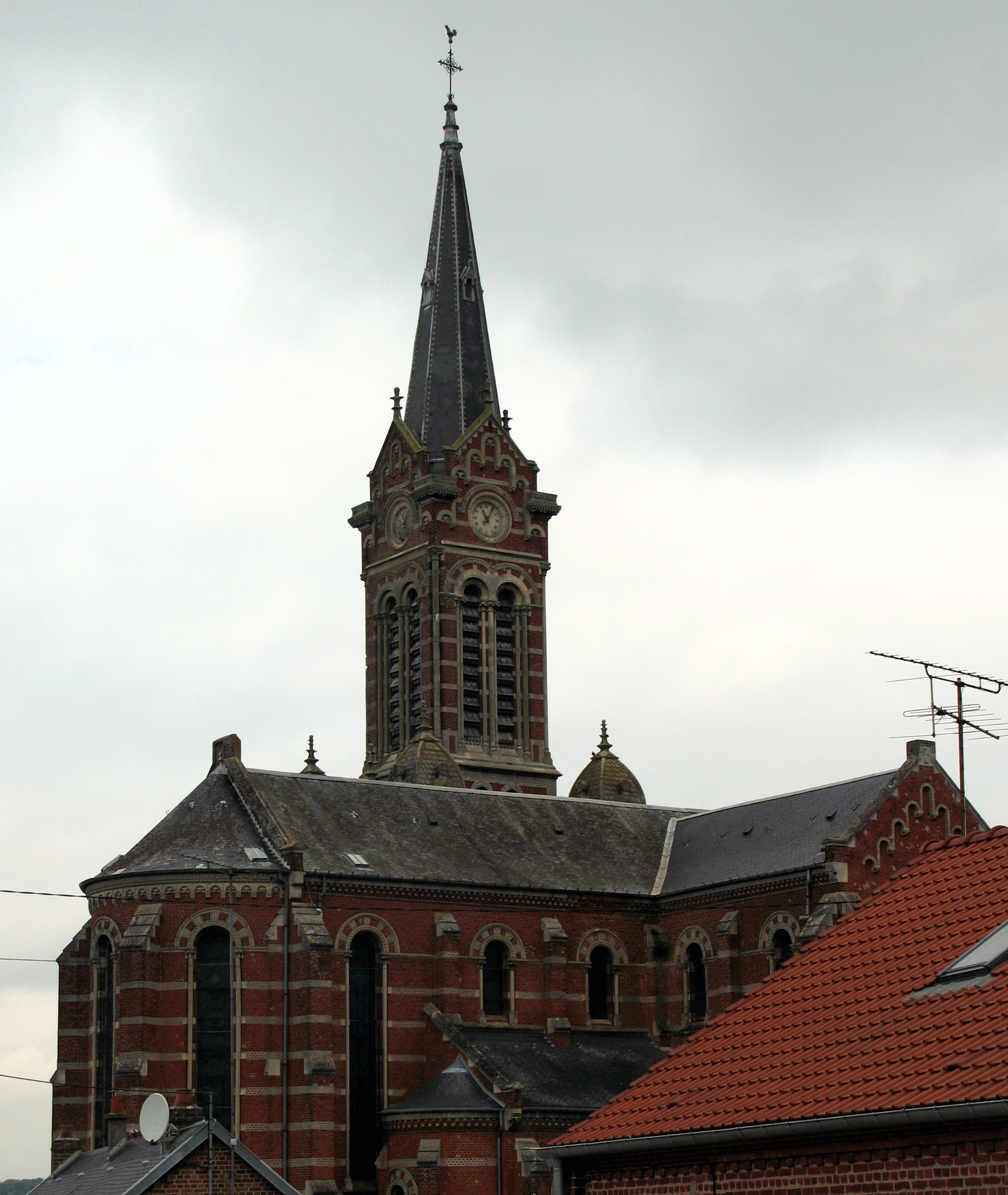

### Intérieur

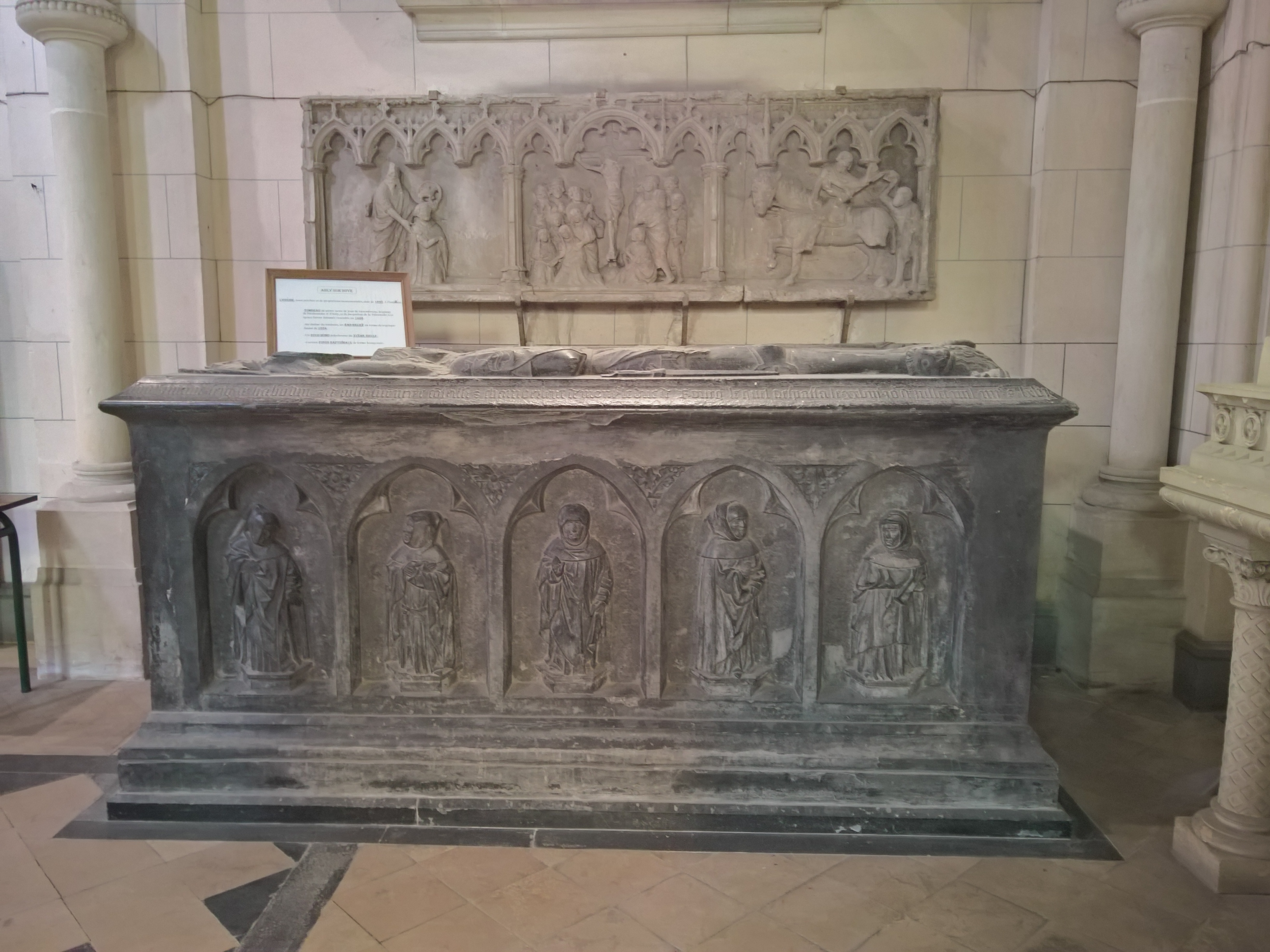
Tombeau de Jean d'Haubourdin

Les voûtes de l'église s’élèvent à plus de 20 m de haut.
À l'intérieur, l'église conserve le tombeau avec les gisants de Jean d'Haubourdin (Jean de Luxembourg) et de Jacqueline de La Trémoïlle, son épouse. Ce tombeau est en schiste ardoisier et date du XVe siècle. Mutilé en 1793, le tombeau a conservé les sculptures des petits personnages qui font le tour du monument,,.
Au-dessus du tombeau, se trouve un ex-voto, triptyque sculpté en bas-relief représentant la Crucifixion entre saint Martin et le donateur et sa femme présentés par saint Jean-Baptiste,.
Un ecce homo également du XVe siècle est conservé dans cette église ainsi qu'un certain nombre de statues inscrites aux monuments historiques au titre d'objet : un groupe sculpté formant poutre de gloire (XVIIe siècle) représentant le Christ, la Vierge et saint Jean ; La Charité de saint Martin (fin XVIIIe-XIXe siècle), saint Jean-Baptiste en bois doré, saint Roch en bois peint, sainte Marguerite, saint Nicolas (1845), en bois peint. Le maître-autel (1880), en pierre et plâtre, de style néogothique, est lui aussi inscrit au titre d'objet,.
Les vitraux commémoratifs de la Première Guerre mondiale ont été conçus par Gérard Ansart et réalisés en 1954 par Jean-Marie Macron de l'atelier Cagnart, d'Amiens.
L'église possède un orgue de tribune réalisé en 1924 par la Maison Van der Brande d’Amiens.